# Zambrana (kommun)
Zambrana (baskiska: Zanbrana) är en kommun i Spanien. Den ligger i Álavaprovinsen i södra delen av den autonoma regionen Baskien i norra delen av landet, 260 km norr om huvudstaden Madrid. Antalet invånare är 442 (2024).